# Флавий Маркиан (узурпатор)
Флавий Маркиан (лат. Flavius Marcianus, годы деятельности 469—484) — узурпатор при императоре Восточной Римской империи Зеноне в 479 году и 484 году, принадлежал к династии Львов.

## Биография
Маркиан принадлежал сразу к нескольким императорским фамилиям. Его отец — Прокопий Антемий, император Западной Римской империи в 467—472 годах, мать — Марция Евфимия, дочь Маркиана, императора Восточной Римской империи в 450—457 годах. У Маркиана было три брата: Антемиол, погибший в Галлии в 471 году, Прокопий Антемий и Ромул, а также сестра Алипия, жена магистра армии Западной империи Рицимера.
В 464—466 годах Маркиан в армии своего отца участвовал в войне с гуннами в Балканских провинциях.
Для упрочения связей между Западной и Восточной империей, был заключен брак между Маркианом и Леонтией, дочерью Льва I. Маркиан дважды избирался консулом без коллеги: в 469 и 472 годах.
После смерти Льва I на престол взошёл его внук Лев II, сын исавра Зенона и дочери императора Ариадны, но семилетний император умер в том же году. Зенон, назначенный регентом при малолетнем правителе, стал единственным императором Восточной Римской империи, но это вызвало недовольство самых разных слоев населения. Жители Константинополя считали Зенона варваром из-за его исаврийского происхождения (он сменил собственное имя Тарасикодисса на греческое Зенон). Некоторые считали, что права Маркиана на трон более весомы, так как его жена Леонтия родилась, когда Лев уже был императором, в то время как супруга Зенона Ариадна родилась, когда Лев был простым солдатом.
В 479 году Маркиан предпринял попытку выступить против Зенона. С помощью братьев Прокопия Антемия и Ромула он собрал в Константинополе верные ему отряды, состоявшие как из горожан, так и из варваров-наемников и двинул их на дворец императора. В ходе продолжавшегося весь день боя повстанцы, поддержанные гражданами Константинополя, разбили верные Зенону войска. Сам Зенон едва не попал в руки повстанцев, но ночью верный императору военачальник Илл, сумел привести в город расквартированные за стенами исаврийские отряды. При их поддержке Зенону удалось бежать. Утром, понимая безнадежность своего положения и то, что подкрепления, обещанные Теодорихом Страбоном, не успеют вовремя подойти, Маркиан укрылся в Церкви Апостолов, где и был арестован вместе с братьями.
Его и обоих братьев отправили в Цезарею в Каппадокии. С помощью монахов они пытались совершить побег. Для его братьев попытка завершилась успешно, но сам Маркиан был схвачен. Его заставили стать монахом и заключили в крепости в Исаврии. Оттуда Маркиан сумел бежать. Собрав новые отряды, он напал на Анкиру, но был разбит Трокундом, братом Илла.
В 484 году Илл поднял восстание против Зенона. Поскольку сам Илл не собирался становиться императором, он освободил Маркиана и провозгласил императором его. Однако позже Илл низложил Маркиана, решив возвести на трон Леонтия. Маркиан отправился в Италию, просить помощи у Одоакра. Дальнейшая его судьба неизвестна.

### Первоисточники
- Evagrius Scholasticus. Historia ecclesiastica. III.26.
- John of Antioch. Fr. 211.3-4, 214.2.
- Theodorus Lector. 116.10-19.
- Theophanes the Confessor. 126.35-127.11.
- Zonara. XIV. 1. 13.
- Malala. 375.

### Исследования
- John Bagnall Bury, «X.2 The Revolts of Marcian and Illus (A.D. 479‑488)», in History of the Later Roman Empire, Dover Books [1923], 1958. pp. 395, 397—398.
- Marcianus 17 // Prosopography of the Later Roman Empire. Vol. 2. P. 717—718.
- Mathisen, Ralph W., «Anthemius (12 April 467 — 11 July 472 A.D.)», De Imperatoribus Romanis
- Smith, Dictionary of Greek and Roman Biography and Mythology, v. 1, pp.  (недоступная ссылка)